# Koldo Fernández
Koldo Fernández de Larrea (Vitoria-Gasteiz, 13 september 1981) is een Spaans voormalig wielrenner. De Bask was vooral sterk in massasprints.

## Belangrijkste overwinningen
1999
- Spaans kampioen op de weg (junioren)

2007
- 7e etappe Tirreno-Adriatico

2008
- 5e etappe Ronde van Murcia
- Puntenklassement Ronde van Murcia
- 5e etappe Ronde van Castilië en León
- 2e etappe Euskal Bizikleta
- 3e etappe Ronde van Burgos
- Ronde van de Vendée

2009
- 2e etappe Ronde van de Algarve
- Circuito de Getxo
- 1e etappe Ronde van Burgos

2010
- 1e etappe Ronde van Burgos
- Ronde van de Vendée

## Resultaten in voornaamste wedstrijden
| Jaar | Ronde van Italië | Ronde van Frankrijk | Ronde van Spanje |
| ---- | ---------------- | ------------------- | ---------------- |
| 2006 | buiten tijd      |                     |                  |
| 2007 | 136e             |                     | 133e             |
| 2008 | opgave           |                     | 94e              |
| 2009 |                  | buiten tijd         |                  |
| 2010 |                  |                     | 139e             |
| 2011 |                  |                     |                  |
| 2012 |                  |                     | 134e             |
| 2013 |                  |                     | opgave           |
| 2014 | opgave           |                     | 86e              |

| Jaar | Milaan-San Remo | Gent-Wevelgem | Ronde van Vlaanderen | Parijs-Roubaix |  | Wereldranglijsten |
| ---- | --------------- | ------------- | -------------------- | -------------- |  | ----------------- |
| 2006 |                 | 114e          | 94e                  | 80e            |  | 207e (UPT)        |
| 2007 | 41e             | 68e           |                      | 81e            |  | 147e (UPT)        |
| 2008 |                 | 21e           |                      |                |  |                   |
| 2009 | 123e            | 6e            | 51e                  |                |  | 81e (UWK)         |
| 2010 |                 |               |                      |                |  | 179e (UWK)        |
| 2011 |                 |               |                      |                |  | 223e (UWT)        |